# Ingrandes (Vienne)
Ingrandes é uma comuna francesa na região administrativa da Nova Aquitânia, no departamento de Vienne. Estende-se por uma área de 35,03 km². Em 2010 a comuna tinha 1 779 habitantes (densidade: 50,8 hab./km²).